# Nicolae Pura
Nicolae Pura (n. 14 septembrie 1913, Cășeiu, județul Someș; d. 10 august 1981, Mărgineni, Bacău) a fost un cleric român unit, numit de episcopul Iuliu Hossu vicar general și ordinarius substitut al Episcopiei de Cluj-Gherla pentru perioada în care episcopul Hossu s-a aflat în detenție. Între 1953-1955 a fost la rândul său arestat. Nicolae Pura și-a exercitat mandatul primit de la episcopul Hossu până la 9 februarie 1981, când, fiind bolnav, s-a retras.

## Originea și studiile
Nicolae Pura s-a născut la 14 septembrie 1913, în satul Cășeiu, un sat de români greco-catolici, aflat la vremea aceea în județul Someș, din Transilvania. Din același sat provenea și pr. Silvestru Augustin Prunduș, succesorul său la cârma Eparhiei de Cluj-Gherla. 
A urmat cursurile Academiei Teologice din Cluj, continuându-și apoi studiile la Colegiul Pontifical Pio Romeno din Roma. După hirotonirea sa ca preot greco-catolic la 19 martie 1938 la Roma, a devenit un apropiat colaborator al episcopului Iuliu Hossu. A ocupat mai multe funcții, ajungând în final rector al Academiei Teologice din Cluj, și primind demnitatea de canonic. 
A fost dedicat studenților săi, pentru care a și cules aceste pilde, ca semințe pentru predicile lor pe când vor fi preoți. În 1948 carierea lui de profesor i-a sfârșit odată cu scoaterea în afara legii a Bisericii Române Unite cu Roma. Ascuns, a continuat să scrie. În anul 1951 a scris "Simfonia Mariei", lucrare cunoscută uneori ca aparținând unui "autor anonim".

## Deținut politic
În anul 1953 a fost arestat, apoi judecat și condamnat de către autoritățile comuniste în același lot de preoți greco-catolici ca Visarion Aștileanu. Pura a fost condamnat la cinci ani de închisoare, dar în 1955 a fost eliberat. Fostul rector a lucrat după ieșirea din închisoare mai întâi ca însoțitor al unui nevăzător, apoi ca registrator la un spital, ca statistician, după care s-a pensionat. Aștileanu a activat după ieșirea din închisoare ca preot romano-catolic, apoi a trecut la Biserica Ortodoxă Română și a ajuns episcop de Arad.

## Ordinarius substitutus
În toamna anului 1948, în fața primejdiei iminente a eliminării fizice a episcopilor catolici s-au construit, la cererea Nunțiaturii Apostolice, ternare de conducere a eparhiilor, formații alcătuite din câte trei persoane, pentru cazul de forță majoră, când chiriarhul deținător al purterii ordinare ar fi împiedicat să-și exercite jurisdicția episcopală sau ar lipsi mult timp din eparhie. De regulă ternarele se compuneau din: vicarul general episcopal; provicarul general episcopal I și provicarul general episcopal II. 
În cazul în care episcopul era arestat sau privat de libertate în orice fel, jurisdicția trecea la următoarea persoană din ternar. Au fost cazuri în care membrii ternarului au fost arestați cu toții, sau unii dintre ei au decedat; atunci erau cooptați membri noi. Situația aceasta a durat până în anul 1964, când au fost eliberați din închisori episcopii și ceilalți deținuți politici. Aceștia au preluat din nou, tot în regim de ilegalitate, conducerea eparhiilor. O excepție a făcut episcopul auxiliar de Cluj-Gherla, dr. Ioan Cherteș, care suferind grav în urma torturii din anii de temniță, s-a retras la o soră a sa, renunțând la preluarea jurisdicției. 
Puterea de jurisdicție în Eparhia de Cluj-Gherla a deținut-o, cu mică întrerupere, canonicul Nicolae Pura, vicar general și ordinarius eparhial, începând din decembrie 1948 până la 9 februarie 1981, când, bolnav, s-a retras, stabilind însă o nouă succesiune jurisdicțională, formată din următorul ternar: Dr. Silvestru Augustin Prunduș, OSBM, profesor de Teologie, vicar general episcopal și ordinarius, fost provicar general I; Dr. Eugen Popa, profesor de Teologie, provicar general episcopal I și Prof. Tertulian Langa, provicar general episcopal II, care-și menține delegația din 28 noiembrie 1971 în această calitate. 
Canonicul Nicolae Pura este autorul a cel puțin 13 lucrări de teologie printre care amintim: "Acela pe care voi nu-l știți" (1943, despre Cristos, prezent real în Euharistie); "Pilde apologetico-dogmatice" (3 vol., 1941, 1942, 1943); "Viața în iubire"; "Educația curățeniei"; "Spre lumină"; "Meditații pentru preoți" etc. "Azi ca întotdeauna, centrul vieții creștine nu este și nu poate fi altul decât Sf. Euharistie", scria pr. Pura în 1943, în prefața cărții, iar cuvintele îi sunt valabile și astăzi. De asemenea, părintele Nicolae Pura a lăsat în urma lui, printre alte scrieri, capodopera lirică "Simfonia Mariei". 
Canonicul Nicolae Pura a trecut la cele veșnice la 10 august 1981 în com. Mărgineni, unde a fost și înmormântat. "În sicriu aș dori să se pună un exemplar din Simfonia Mariei în mână, crucea și rozariul", scria în testamentul său canonicul greco-catolic Nicolae Pura. În manuscris i-au rămas alte 22 de lucrări, printre care un rezumat al Conciliului Vatican II, "Explicarea Sfintei Liturghii", traducerea unor poeme ale lui Pierre Teilhard de Chardin, numeroase meditații și alte traduceri.